# Tulipanowiec amerykański
Tulipanowiec amerykański (Liriodendron tulipifera L.) – jeden z dwóch gatunków tulipanowca. Jest okazałym drzewem zrzucającym liście na zimę. W swej ojczyźnie należy do najwyższych drzew liściastych, często wystaje ponad poziom dębów, klonów oraz innych drzew, wraz z którymi współtworzy lasy. Rośnie szybko, osiąga wiek 200–300 lat.
|                 |
| Drzewo jesienią |
|                 |
| Kora            |
|                 |
| Liść            |
|                 |
| Kwiat           |
|                 |
| Owoce           |

## Zasięg geograficzny
Ojczyzną tulipanowca są wschodnie i południowo-wschodnie części Ameryki Północnej (dziewicze lasy Appalachów). Jest on już od ponad 300 lat sadzony również w Europie jako drzewo parkowe i ozdobne. Można też gatunek ten spotkać w nasadzeniach ulicznych.

## Morfologia
PokrójU młodych okazów korona jest wąska i stożkowata, u dorosłych bardzo wyniosła, jednak niezbyt szeroka, w stanie bezlistnym bardzo rzadka, a po rozwinięciu się liści bardzo gęsta i zwarta, dająca głęboki cień. Dorasta nawet do 60 m, w Polsce tylko około 25–35 m. Pień gruby i prosty, prawie zawsze pojedynczy. Średnica: do 3 m. Konary grube i niezbyt długie, w dolnej części korony często prawie poziome, wyżej ukośnie wzniesione.
KoraJest szara lub brunatna, lekko spękana. Surowa i zielona była niegdyś uważana za afrodyzjak (żuto ją jak gumę do żucia). Pędy nieowłosione, z dobrze widocznymi bliznami liściowymi, błyszcząco czerwonobrązowe. Pączki do 1 cm długości, owalne, nieco ściśnięte.
LiścieMają długość 10–15 cm i szerokość 12–20 cm, są wykształcone w sposób wykluczający pomyłkę z innym gatunkiem (prócz tulipanowca chińskiego), w zarysie czworokątne i podzielone na cztery nierównej wielkości klapy, których wzdłużne brzegi przebiegają prawie równolegle do siebie. Liść jest z przodu jakby ucięty albo lekko wycięty. Jego górna powierzchnia jest błyszcząca, żywo zielona, a dolna nieco jaśniejsza i z lekka pokryta woskiem. Jesienią liście przebarwiają się na złotożółto. Ogonki liściowe od 10 do 12 cm długości.
KwiatySą obupłciowe i owadopylne. Rosną pojedynczo na końcach gałązek, przy rozkwitaniu początkowo kielichowate, potem szerzej rozwarte. Płatki u nasady żółtozielone, wyżej pomarańczowe, a na szczycie znów żółtozielone. Pręciki grube i mięsiste, mają 3–5 cm długości. Zalążnie skupione w środku na stożku. Kwitnienie zaczyna się już w kwietniu na południu Stanów Zjednoczonych, na północy zaś w czerwcu. W Polsce kwitnie na przełomie czerwca i lipca. Kwiaty tulipanowca są uważane za jedne z najprymitywniejszych wśród roślin okrytonasiennych. Cechuje je jednakowość płatków korony i działek kielicha, które są określane wspólnym mianem listków okwiatu, oraz świdrowate ułożenie wszystkich części kwiatu. Tulipanowiec jest ważnym miododajnym drzewem USA. Miód jest ciemnoczerwony, dobry jakościowo.
OwoceTo jedno- lub dwunasienne oskrzydlone orzeszki, w liczbie 80–100 na sterczących, szyszkowatych owocostanach, które mają do 10 cm długości. Dojrzewają w październiku lub w listopadzie. Rozpadają się zwykle na drzewach. Są roznoszone przez wiatr na odległość 4–5 razy większą niż wysokość drzewa. Ich zdolność kiełkowania wynosi 4–7 lat. Są ważnym źródłem pożywienia dla wielu ptaków i ssaków. Tulipanowiec wytwarza bardzo duże ilości nasion, jednak większość z nich jest płonna.
KorzenieKorzenie główne grube i mięsiste, głęboko sięgające. Wrażliwe na zbicie gleby i bardzo łamliwe, uszkodzone szybko gniją. Stosowane są jako dodatek smakowy do niektórych gatunków piwa.
DrewnoBiel kremowobiały (stąd często używana nazwa angielska whitewood), twardziel bladozielona lub jasnożółta do brązowej, z czerwonymi, brunatnymi lub nawet czarniawymi promieniami (w zależności od składu gleby). Drewno posiada piękne słoje, jest lekkie i miękkie, niezwykle łatwe w obróbce, lecz niezbyt odporne na czynniki zewnętrzne i grzyby, dlatego polecane głównie do zastosowań wewnętrznych. Jest stosowane w przemyśle papierniczym, do wyrobu wysokiej jakości oklein i paneli, do produkcji ołówków, zapałek, części rozmaitych narzędzi oraz instrumentów muzycznych.

## Ekologia
Gatunek występujący w naturze w dolinach rzek, na wilgotnych zboczach górskich. Występuje głównie jako domieszka do innych drzew w lasach liściastych i mieszanych, chociaż czasami tworzy czyste drzewostany. Lubi gleby świeże i żyzne, obojętne do lekko kwaśnych, unika natomiast zbyt mokrych, jak również bardzo suchych oraz wapiennych. W Europie Środkowej wytrzymuje warunki zimowe, choć młode osobniki mogą przemarzać podczas dużych mrozów. Drzewo światłolubne, wymagające stanowisk nasłonecznionych lub co najwyżej lekko zacienionych.